# Honda FCX Clarity
Honda FCX Clarity – samochód osobowy klasy średniej napędzany wodorem produkowany w latach 2008–2015 w Japonii przez koncern motoryzacyjny Honda w niemalże niezmienionej formie auta koncepcyjnego Honda FCX Concept, a dostępny jedynie w Stanach Zjednoczonych w Kalifornii oraz w Japonii (14 egzemplarzy) i Europie (2 egzemplarze) na zasadzie trzyletniej umowy leasingowej za miesięczną opłatą około 600 dolarów obejmującą konserwacje oraz pomoc drogową.

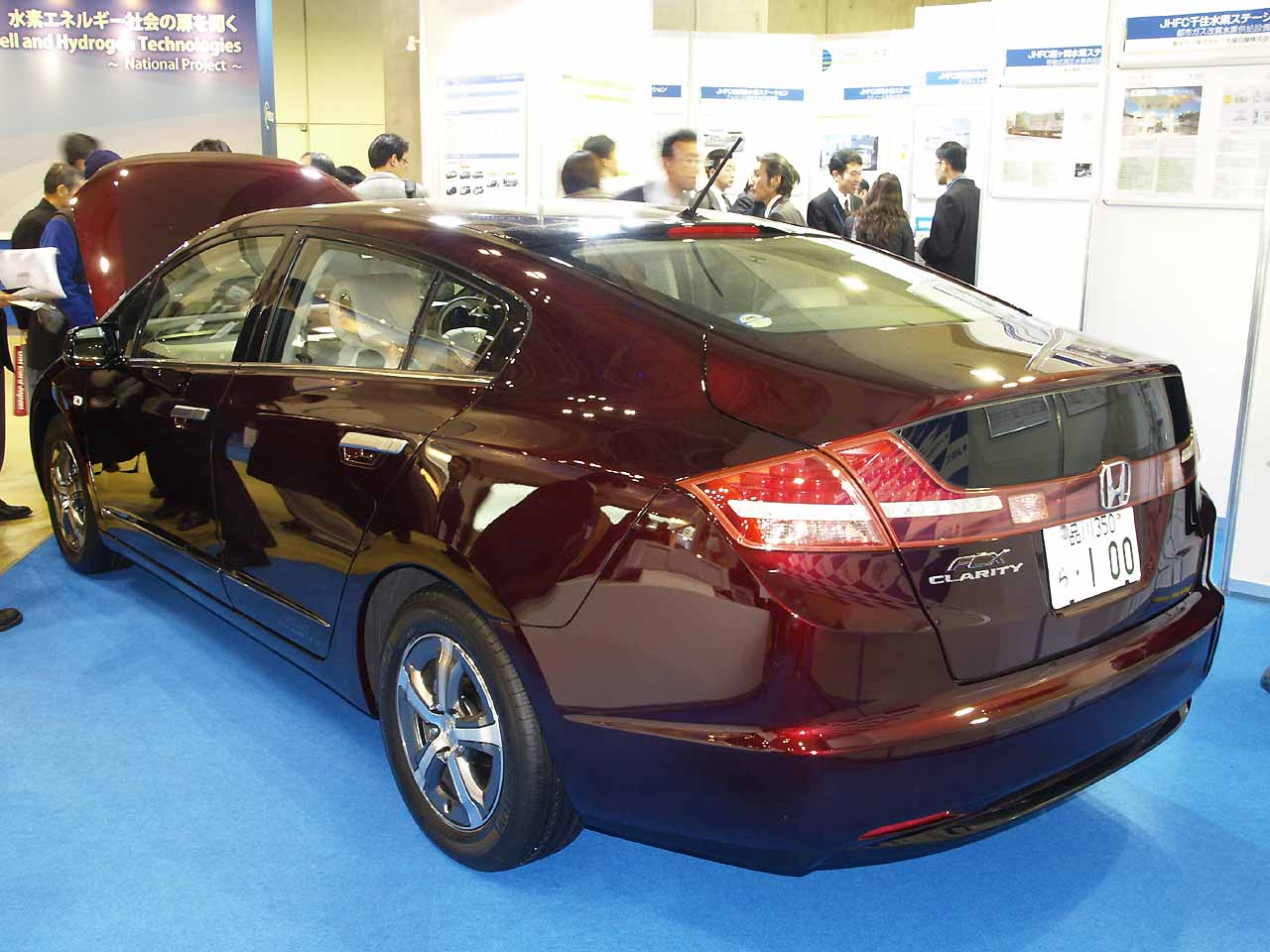
Tył Hondy FCX Clarity

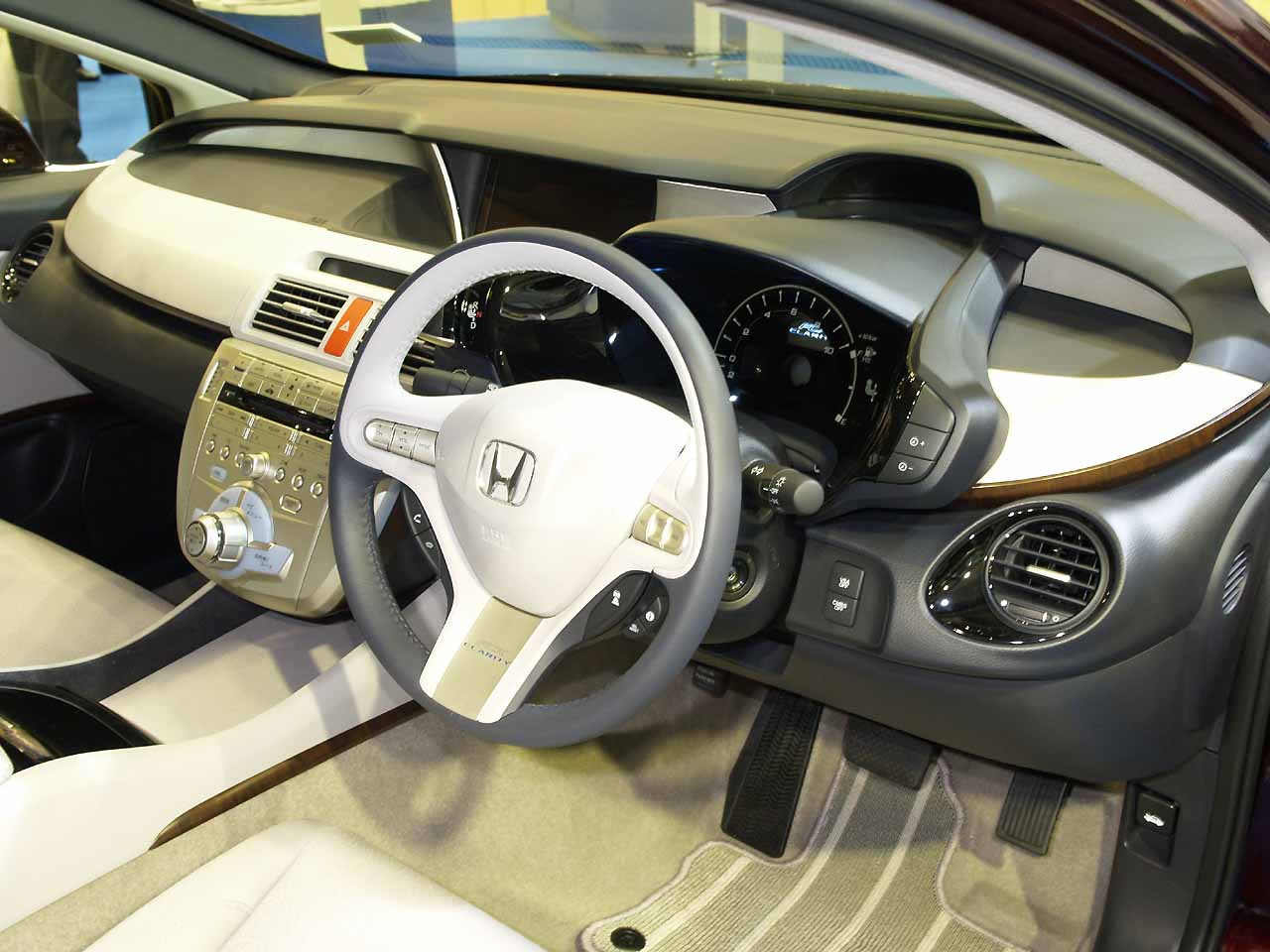
Deska rozdzielcza Hondy FCX Clarity przeznaczonej na rynek japoński

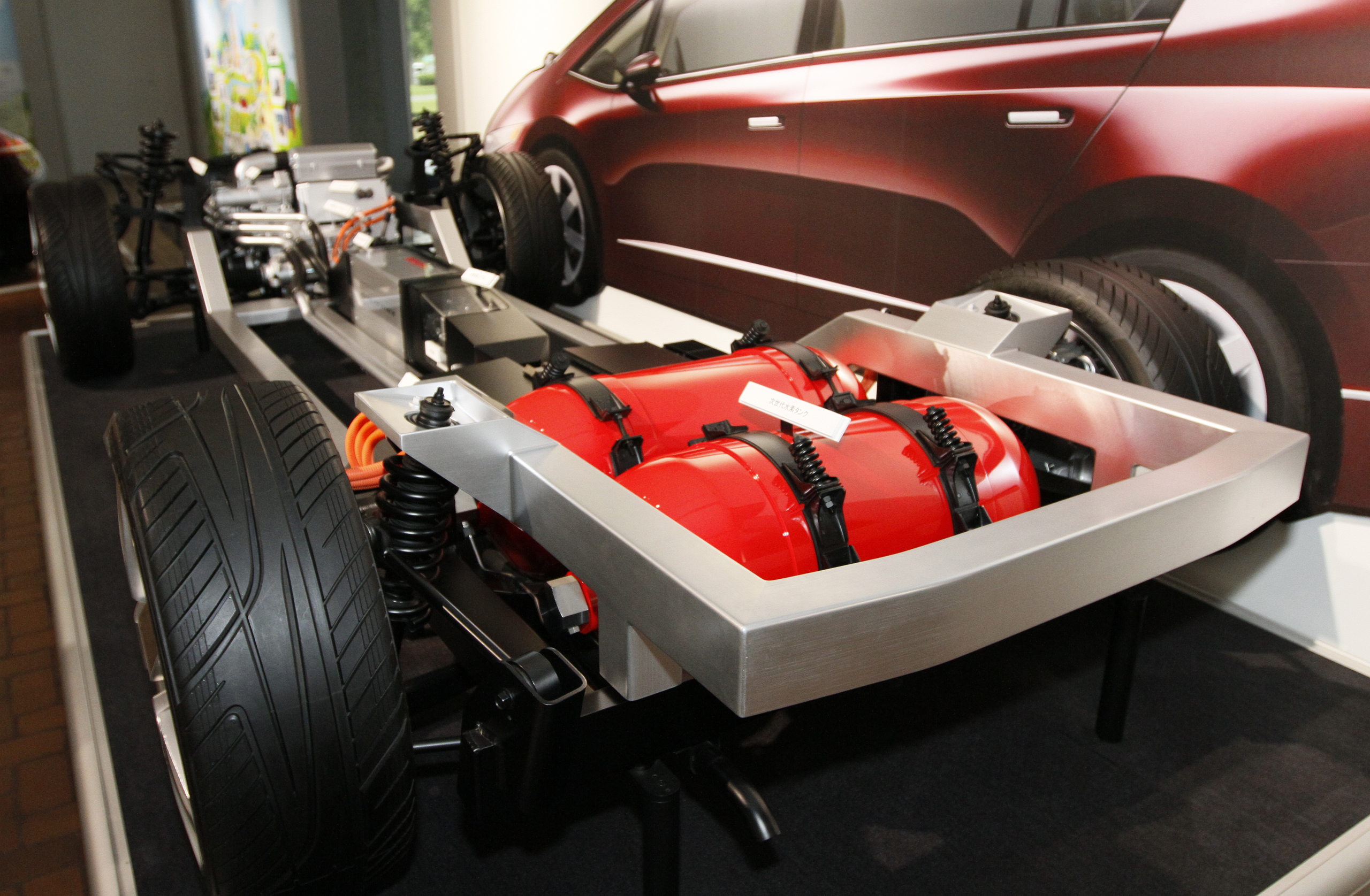
Zbiorniki wodoru na platformie auta

## Napęd
Honda FCX Clarity napędzana jest ogniwami paliwowymi z wodoru. Tankowanie pojazdu wodorem odbywa się na specjalnie przystosowanych stacjach wodorowych. Wodór spalany za pomocą tlenu w ogniwie paliwowym (silnik chemiczny) zamienia energię chemiczną na elektryczną zasilającą silnik elektryczny o mocy 136 KM i momencie obrotowym 256 Nm, którego efektem spalania jest para wodna. Energia elektryczna przechowywana jest w 288V baterii litowo-jonowej. Auto rozpędza się do 160 km/h. Zasięg auta wynosi ok. 430 km. W aucie nie ma skrzyni biegów. Samochód dzięki układowi wspomagania rozruchu odpalać można także przy minus trzydziestu stopniach Celsjusza.

## Stylistyka
Stylistycznie auto nawiązuje do wersji koncepcyjnej pojazdu zaprezentowanej w 2006 roku. Futurystyczny wygląd rozpoczyna niska sylwetka z krótkim przodem oraz reflektorami wykonanymi w technologii LED, który gładko przechodzi w przednią szybę, a kończy się na wysokim tyle z bocznymi przetłoczeniami karoserii zbiegającymi się ku środkowi oraz dodatkową pionową szybką pomiędzy tylnymi reflektorami.

## Wyposażenie
Pojazd posiada bogate wyposażenie szczególnie w dziedzinie bezpieczeństwa. W całym aucie umieszczono czujniki wodoru, które mają ostrzec o ewentualnym wycieku. W przypadku wycieku system włącza wentylację oraz wyłącza zawory odcinające dopływ wodoru. W przypadku wypadku system automatycznie odcina przepływ wodoru i energii elektrycznej. Honda zadbała także o bezpieczeństwo podczas tankowania wodoru.
W aucie standardowo zamontowano sześć poduszek powietrznych, system unikania kolizji (CMBS), system stabilizacji toru jazdy (VSA), ABS oraz system elektronicznego hamulca (EBD), a także elektrycznie sterowane szyby i lusterka, klimatyzację, przycisk Start-Stop, wielofunkcyjną kierownicę. W wyposażeniu dodatkowym znaleźć można ogrzewane i chłodzone fotele, system satelitarno-nawigacyjny Hondy (Honda Satellite-Linked Navigation System) z funkcją rozpoznawania głosu, inteligentnym lusterkiem wewnętrznym z wyszukiwaniem najbliższej stacji wodorowej, dostępnym w USA, a w panelu centralnym radio CD wyposażone w port USB i Bluetooth.

## Nagrody
- World Green Car of the Year 2009[6]
- 2008 Good Design Award od Design Promotion Organization Japan
- Najważniejsze auto stulecia magazynu Top Gear.